# 電子傳遞鏈

類囊體膜光合作用的電子傳遞鏈。

電子傳遞鏈又稱呼吸鏈，是氧化磷酸化的一部分，位于原核生物細胞膜或者真核生物的粒線體内膜上，葉綠體在類囊體膜上進行光合磷酸化過程，高能電子在膜上一系列蛋白傳送的過程，藉由膜蛋白的氧化與還原將其能量逐漸釋放出來，造成膜外與膜內質子濃度梯度(proton-gradient)，而這些質子（H+離子）再由高濃度往低濃度運送，伴隨著電子轉移穿膜，其中產生的電化學質子濃度的差異驅動三磷酸腺苷(ATP)合成。電子在電子傳遞鏈中的最終受體是氧分子。
電子傳遞鏈通過氧化還原反應，從陽光在光合作用中，或者如在醣類，細胞呼吸氧化的情況下獲取能量。在真核生物中，一個重要的電子傳遞鏈在線粒體內膜發現，通過使用ATP合成酶作氧化磷酸化反應。還發現在有光合作用的真核生物葉綠體的類囊體膜上。在細菌中電子傳輸鏈位於其細胞膜上。
在葉綠體中，光驅動水轉化為氧，並藉由傳遞H+離子跨越葉綠體膜轉化NADP+成NADPH。在粒線體中，則是將氧轉化成水，NADH至NAD+和琥珀酸鹽至富馬酸鹽建立質子梯度。
包括了四個膜蛋白複合物和脂溶性電子載體，用於將還原電勢轉化爲跨膜的質子梯度。

## 原理
電子傳遞鏈本质是一个氢氧化合为水的放热反应。其实它是由辅酶NADH+H+和FMNH2和FADH2提供氢原子，在粒线体内膜上经过一系列的氧化还原反应，由ATP合成酶（有時被稱爲“複合物Ⅴ”）将ADP和磷酸轉化成细胞能量货币ATP的反应过程。这些辅酶（氢载体）来自三羧酸循环，脂肪酸分解和糖酵解。

## 組成部分

### 複合物I（質子泵）
即NADH脫氫酶，或稱NADH-輔酶Q還原酶，以黄素单核苷酸和鐵硫簇爲輔酶，用NADH將輔酶Q還原爲QH2，同時泵出質子。

### 複合物II
即琥珀酸-輔酶Q還原酶，是個跨膜蛋白複合物，是三羧酸循環的一部分，用琥珀酸以共價結合的FAD爲輔酶將輔酶Q還原為QH2，不泵出質子。

### 複合物III（質子泵）
即輔酶Q-細胞色素c還原酶。細胞色素c是重要的電子載體，在複合物Ⅲ和Ⅳ之間傳遞電子。

### 複合物IV（質子泵）
即細胞色素c氧化酶。複合物IV是電子傳遞鏈的終點，氧氣在此被還原生成水。

## 抑制劑（部分）
- 抑制ATP合成：寡霉素、2,4-二硝基苯酚、短桿菌肽A(革蘭素A)、纈氨黴素
- 抑制複合物Ⅰ：巴比妥酸鹽(barbiturates)、魚藤酮(rotenone)
- 抑制複合物Ⅲ：抗霉素A(antimycin A)、粘噻唑(myxothiazol)、UHDBT
- 抑制複合物Ⅳ：氰化物(CN-)、疊氮(N3-)、一氧化氮(CO)